# ویرپندی، کیمبتر
ویرپندی، کیمبتر (به انگلیسی: Veerapandi, Coimbatore) یک زیستگاه انسانی در هند است که در Coimbatore district واقع شده‌است.

## خصوصیات
ویرپندی ۱۵٬۰۰۰ نفر جمعیت دارد.